# 東海大學人文大樓
東海大學人文大樓，是一棟位於台灣台中市西屯區東海大學的校園建築，其原址為視聽大樓。人文大樓由東海大學建築系校友姜樂靜建築師、黃明威建築師及晴天工程團隊負責設計，於2002年開工、2004年竣工啟用，建築共計地上5層、地下1層，規劃有大、中、小教室，國際會議廳(茂榜廳)及展示廳各1間，中、小會議室各2間，碩博士研討室17間、教師研究室52間與圖書室等。目前主要提供歷史學系、哲學系、中國文學系，以及文學院相關之通識課程使用，另外也常作為演講、展覽的活動場地。

## 歷史
原東海大學視聽大樓是由前東海大學建築系主任漢寶德設計。漢寶德當時深受紐約白派風格影響，但當時東海大學出於成本考量，無法細部裝修，因此視聽大樓被設計成純白簡潔的風格。1972年12月，視聽大樓動工，並於隔年11月完工啟用。當時學生多半以校內校舍代號的「V大樓」來稱呼視聽大樓。
1999年，東海校方決定拆除老舊的V大樓，改而興建人文大樓。由於規劃使用面積約3,000坪，若以V大樓原佔地面積計算，可能會出現樓高七層的建築物。校內部分師生因此組成「東海希望聯盟」，呼籲師生校友此案可能對校園景觀、尤其是路思義教堂天際線造成破壞。2000年4月，改建案造成的衝突達到最高峰，多家報紙可見校友投書關切。
2000年5月5日，校方召開「V大樓改建公聽會」。會中達成數項共識，包括委請建築系就教學區現有範圍，負責研擬規劃可能之建設。2001年3月14日，行政會議通過「教學區第一期新建工程興建空間需求內容及地點案」正式議定改建V大樓，興建人文大樓。
2001年，校方安排人文大樓進行競圖。2002年11月12日，人文大樓新建工程開始動工。2004年3月，人文大樓竣工。
2004年11月，東海人文大樓獲首屆「遠東傑出校園特別獎」佳作獎。2005年10月，東海人文大樓獲2005年台灣建築獎之佳作獎。

## 建築與配置
| 樓層      | 服務及設施                             |
| --------- | -------------------------------------- |
| 五樓      | 中文系辦公室                           |
| 四樓      | 哲學系辦公室 歷史系辦公室              |
| 三樓      | 展學廳 高教深耕計畫辦公室 中文系圖書館 |
| 二樓      | 哲學系圖書館                           |
| 一樓      | 歷史系圖書館                           |
| 地下 一樓 | 茂榜廳 藝術中心                        |

## 建築藝術

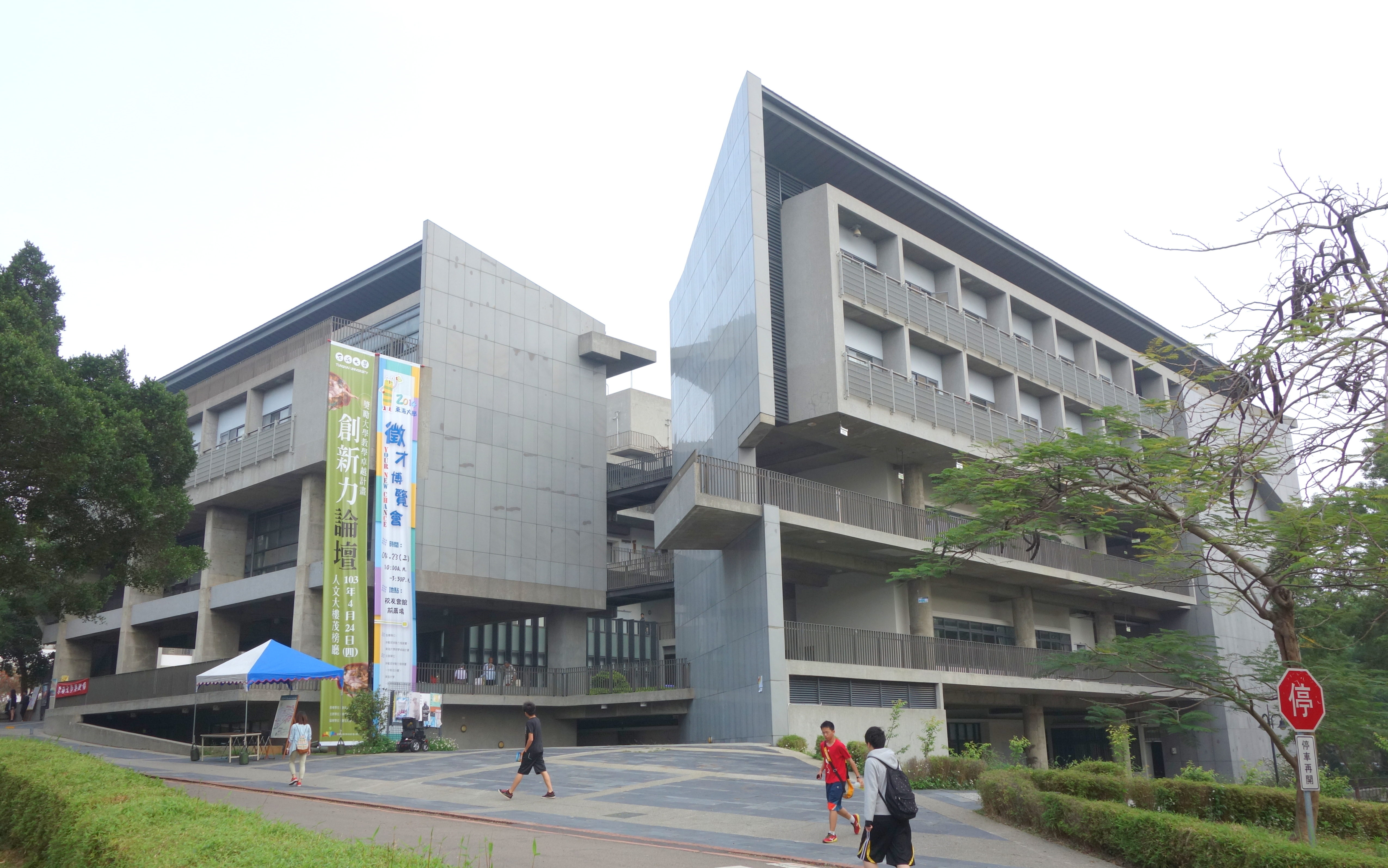
東海大學人文大樓

人文大樓基地略呈梯形，其設計上的首要考量是大量的使用面積(約4,200坪)，設計團隊利用建築的剖面關係來應對：容量大的國際會議廳置於地下一層，使用頻繁的教室置於二、三樓，容量小的個人研究室和各系所辦公室則抬高至四、五樓；建築量體靠近路思義教堂，並以大階梯銜接南北兩端將近五公尺的高程差。如此可以將地面層大幅度地開放，形成與語文館之間的穿越性廣場，以容納學生活動之密度及上下課時大量出入的人潮，並將活動、教學、研究三者的相互干擾降到最低。
考量到這棟建物可能對路思義教堂景觀的衝擊，設計團隊透過地基下挖以及東面植栽保留的方式，使得人文大樓從德耀路看起來只有四層樓的高度。量體的天空線以水平方式呈現，對比於教堂向上高聳的線條，降低對視覺上距離的迫近感。起初校方以維護和傳統為由要求將平屋頂改為斜屋頂，在考慮上述的視覺效果之下，設計團隊採用向內傾斜的大面單斜屋頂。單斜屋頂下方的空間用來放置空調機房，外側裝設百葉以供通風散熱，與舊有建築山牆頂部空間之功能相仿。
朝向教堂的東南角，以斜牆切出一道垂直的開口，使內院的各個角落都能看見教堂，創造出相較於校內其他合院更明顯的連結；同時打破四面高樓產生的封閉感，解決回音的問題。開口的牆面被一道由內延伸出來的陽台貫穿，形成一個觀景台，也使原本表情有限的巨大牆面轉換為背景。建築評論家阮慶岳評此案為：「一件面對具有渾厚人文傳統的東海校園時，在承繼、致意與創新間，多方能夠均顧，並且知所進退的作品。」

## 外部連結
- 東海環境教學資源中心-人文大樓
- 茂榜廳 （页面存档备份，存于），人文大樓地下室之會議廳。
- 設計團隊所攝相片與資料 （页面存档备份，存于）
- 【學運斷簡】昨日的戰爭─東海人文大樓事件：上 （页面存档备份，存于）、中 （页面存档备份，存于）